# Coupe du monde de saut d'obstacles 2004-2005
Navigation
Édition précédente Édition suivante
La coupe du monde de saut d'obstacles 2004-2005 est la 27e édition de la coupe du monde de saut d'obstacles organisée par la FEI. La finale se déroule à Las Vegas (États-Unis) et clôt ainsi la compétition le 24 avril 2005.

## Classement après la finale
| Pos. | Cavalier                   | Nationalité | Cheval     |
| ---- | -------------------------- | ----------- | ---------- |
| 1    | Meredith Michaels-Beerbaum | Allemagne   | Shutterfly |
| 2    | Michael Whitaker           | Royaume-Uni | Portofino  |
| 3    | Marcus Ehning              | Allemagne   | Gitiana    |